# Amalia Ciardi Dupré
Amalia Ciardi Dupré (Florencia, 1934-Florencia, 26 de noviembre de 2024) fue una escultora y pintora italiana.

## Educación y primeros años
Ciardi Dupré es la nieta del escultor Giovanni Dupré (1817–1882) y sobrina de la artista Amalia Dupré (1842–1928), cuya estatua de Santa Reparata se encuentra  en la fachada del Duomo de Florencia.  Amalia estudió en la Academia de Bellas Artes de Florencia y más tarde trabajó en Milán y Roma. Durante aproximadamente diez años, enseñó en el Instituto artístico de Florencia y en Porta Romana, mientras  organizaba exposiciones individuales en Italia y en el extranjero. El fin de la Segunda Guerra Mundial obligó a su familiar a huir de casa, creó en Amalia el deseo de ser una pacificadora. Así, durante los años sesenta y setenta,  realizó obras artísticas que denunciaban la guerra, los fármacos y todas las formas de opresión en el mundo moderno. En el inicio de 1966,  colaboró con varios arquitectos, incluyendo a  Bicocchi, Monsani, Fagnoni y Berardi creando ciclos de escultura y mobiliario litúrgico. De 1970 a 1987,  trabajó en la pequeña capilla de San Lorenzo en Vincigliata, Florencia, donde pretendía mostrar la "parte divina de cada ser humano" creando el trabajo que llamó "la Biblia para el pobre".

## Su trabajo y estilo
Los trabajos de Dupré fueron encontrados en muchas iglesias, plazas y jardines en todo el mundo. El ábside de la iglesia de Santa Maria en Vincigliata fue realizado casi íntegramente por ella. El mismo, uno de los más grandes relieves de terracota en el mundo, describe escenas del Viejo y Nuevo Testamento. Algunas esculturas realizadas por la artista se encuentran  en la iglesia de San Bernardino en Borgunto, Fiesole, donde todo el arte que se exhibe fue creado por mujeres. La mayoría de sus obras reflexionan acerca de temas femeninos como la maternidad. Durante su residencia en la Toscana, el arte de Amalia estuvo influido por la civilización etrusca. Muchos de sus trabajos se relacionaban a temas religiosos y cristianos como la fe. En noviembre de 2015, la fundación Amalia Ciardi Duprè abrió el Museo CAD, que se convirtió en un espacio de exhibición que aloja más de medio siglo de esculturas de terracota y  bronce y pinturas de Dupré  .